# Solventnost
Solventnost (z lat. solvere, rozvazovat) čili platební schopnost je schopnost fyzické nebo právnické osoby splácet finanční závazky v dohodnutých lhůtách. Opak je insolvence čili platební neschopnost.

## Popis
V ustáleném stavu hospodaření se dá poměrně spolehlivě plánovat, jenže finanční toky (cash flow) domácností i podniků podléhají různým výkyvům a čelí nepředvídaným situacím. I hospodářsky zdravou a prosperující firmu může ohrozit například insolvence důležitého zákazníka, která ji může přivést do stavu tzv. druhotné platební neschopnosti. Nejen dlouhodobá, ale i krátkodobá insolventnost může osobu či firmu ohrozit, pokud nemá dostatečné rezervy a pokud jí banky odmítnou úvěr. Pak už zbývá odprodej majetku, pokud jej ovšem vlastní, případně u velkých firem emise dluhopisů nebo akcií.

## Důsledky
I krátkodobá platební neschopnost, která nevede k bankrotu, dlužníka poškozuje, protože snižuje jeho důvěryhodnost, případně rating, a ztěžuje mu tedy přístup k úvěrům, případně je zdražuje. Obdobně je to i s insolvencí států.